# VL Myrsky
VL Myrsky  byl finský stíhací letoun vyvinutý firmou Valtion Lentokonetehdas v průběhu Druhé světové války.

## Vznik
Díky zkušenostem s výrobou stíhacích Fokkerů D.XXI s pevným podvozkem, které v licenci vyráběla firma Valtion Lentokonetehdas, vznikl návrh na stíhačku Myrsky (bouře), kterou zpracoval Ing. E Weguluise. Jako pohonnou jednotku vybral švédský licenční hvězdicový, vzduchem chlazený čtrnáciválce SFA-Pratt & Whitney Twin Wasp R-1830-SC3-G o výkonu 1065 k. Konstrukce letounu byla smíšená. Kostra trupu byla svařená z ocelových trubek, dvounosníkové průběžné křídlo bylo celodřevěné. Potah byl v přední části duralový, od kabiny dozadu překližkový a částečně plátěný. Nově byl použit podvozek zatahovaný do křídla směrem k trupu. Vrtule vyrobená ze dřeva byla třílistá. Letoun byl vyzbrojen čtyřmi americkými Browningy MG-53-2 ráže 12,7 mm,[zdroj⁠?!] které byly umístěny ve dvojicích nad motorem.

## Vývoj
První prototyp nesl označení MY-1 a vzlétl 23. prosince 1941. Za nedlouho vzlétl i druhý a dva sériově vyrobené stroje. Celkově byly vyrobeny čtyři letouny s označením Myrsky I u kterých se ovšem vyskytla řada obtíží. Při větším zatížení se od kostry křídla odlepovala překližka vinou vadného lepidla použitého při výrobě. Dále nebyl dostatečně pevný podvozek a stroj byl podélně nestabilní, což vedlo ke vzniku trhlin u závěsů křídla.
Všechny tyto nedostatky vedly k nezbytným úpravám. Pátý stroj s označením MY-5 dostal celodřevěný potah, zvýšila se směrovka a předtím pevná ostruha se dala zatáhnou. Letoun mohl nést pod křídlem dvě přídavné nádrže na 125 l. Nová verze dostala označení Myrsky II. Celkově jich bylo vyrobeno 47 kusů.
4. září 1944 podepsala finská vláda příměří a jednou z podmínek bylo vytlačení Němců ze severní části země. Do těchto bojů se zapojily letouny Myrsky II ovšem nebyly velmi úspěšné. Další výroba i stavba deseti Myrsky III byla koncem roku 1944 zakázána spojeneckou kontrolní komisí.

## Hlavní technické údaje
Údaje dle
- Rozpětí: 11,00 m

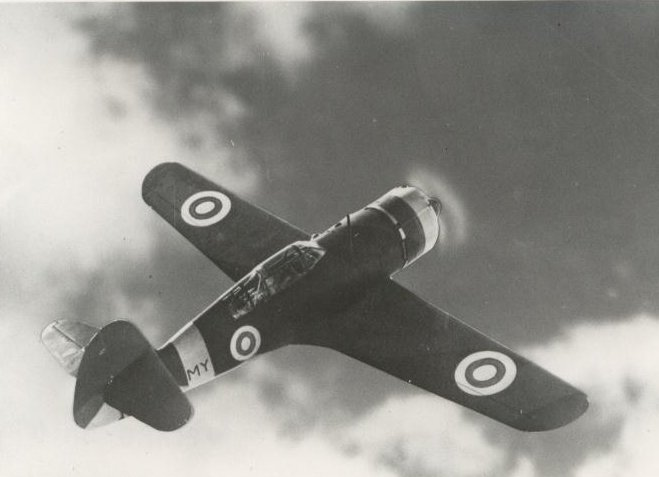
VL Myrsky II

- Délka: 8,15 m Myrsky I / 8,35 m Myrsky II
- Výška: 3,00 m
- Nosná plocha: 18,00 m²
- Hmotnost prázdného letounu: 2332 kg
- Vzletová hmotnost: 2950 kg normálně / 3211 kg maximálně
- Maximální rychlost: 530 km/h
- Cestovní rychlost: 399 km/h
- Dostup: 9000 m
- Dolet normálně: 500 km s 250 l paliva
- Dolet maximálně: 933 km s přídavnými nádržemi